# حزب کمونیست ایالات متحده آمریکا (مارکسیست–لنینیست)
حزب کمونیست ایالات متحده آمریکا (مارکسیست - لنینیست) (به انگلیسی: Communist Party USA (Marxist–Leninist)) یک حزب سیاسی کوچک مائوئیستی بود که در سال ۱۹۶۵ توسط اعضای حزب کمونیست ایالات متحده در اطراف مایکل لاسکی، که طرف چین در انشعاب چین و شوروی بود، در ایالات متحده تأسیس شد.
دبیرکل لاسکی پس از قماربازی با پول حزب تقریباً تمام بودجه حزب در نوادا خرج کرد و در تلاش برای جمع‌آوری کمک‌های مالی بیشتر بود، که اخراج شد. پس از اخراج، دو گروه با نام حزب کمونیست ایالات متحده آمریکا (مارکسیست - لنینیست)، گروهی به رهبری آرنولد هافمن، که همچنان به انتشار صدای مردم ادامه می‌داد، وجود داشتند. و دیگری به رهبری لاسکی، مقاله جدیدی را به نام کارگر جدید آغاز کرد. در سال ۱۹۶۹، گروه لاسکی با حزب انقلابی پرولتری به رهبری جاناتان لیک ادغام شد.